# Streptokokkenfaryngitis
Streptokokkenfaryngitis of streptokokkenkeel is een ziekte die veroorzaakt wordt door bacteriën met de naam groep-A-streptokokken.
Bij streptokokkenfaryngitis zijn de keel en de tonsillen aangedaan. De tonsillen zijn de twee klieren in de keel achter in de mond. Bij streptokokkenfaryngitis kunnen ook de stembanden (strottenhoofd) aangedaan zijn. Veel voorkomende symptomen zijn koorts, keelpijn en opgezette lymfeklieren in de hals. Keelontsteking bij kinderen is in 37% van de gevallen streptokokkenfaryngitis.
Streptokokken verspreiden zich door nauw contact met iemand die ziek is. Om zeker te weten of iemand streptokokkenfaryngitis heeft, is een onderzoek nodig dat keelkweek heet. Ook zonder dit onderzoek is een waarschijnlijk geval van streptokokkenfaryngitis te herkennen aan de symptomen. Met antibiotica kan iemand met streptokokkenfaryngitis worden geholpen.

## Klachten en symptomen
De gebruikelijke symptomen van streptokokkenfaryngitis zijn keelpijn, koorts hoger dan 38 °C, pus en opgezette lymfeklieren.
Er komen ook andere symptomen voor, zoals:
- Hoofdpijn[4]
- Overgeven of misselijkheid[4]
- Buikpijn[4]
- Spierpijn[5]
- Uitslag (kleine rode bultjes) op het lichaam of in de mond of keel.[3]

Bij iemand die streptokokkenfaryngitis krijgt, ontstaan de symptomen een tot drie dagen nadat hij of zij in aanraking is geweest met een zieke.

## Oorzaak
Streptokokkenfaryngitis wordt veroorzaakt door bètahemolytische groep-A-streptokokken, maar ook andere bacteriën en virussen kunnen keelontsteking veroorzaken.
Mensen krijgen streptokokkenfaryngitis door rechtstreeks, nauw contact met iemand die de ziekte al heeft. In groepen mensen die zich dicht bij elkaar bevinden, kan de ziekte zich gemakkelijk verspreiden. Voorbeelden van zulke groepen zijn het leger en scholen.
Als bètahemolytische groep-A-streptokokken uitdrogen kunnen ze geen mensen meer ziek maken. In een vochtige omgeving kunnen ze mensen nog 15 dagen lang ziek maken. Vochtige bacteriën zijn te vinden op zaken als tandenborstels. Deze bacteriën kunnen in voedsel leven, maar dat komt heel weinig voor. Mensen die dat besmette voedsel eten, kunnen ziek worden.
Twaalf procent van de kinderen zonder verschijnselen van streptokokkenfaryngitis hebben van zichzelf bètahemolytische groep-A-streptokokken in hun keel.

## Diagnose
| Punten      | Waarschijnlijkheid van streptokokken | Behandeling                                |
| ----------- | ------------------------------------ | ------------------------------------------ |
| 1 of minder | <10%                                 | Geen antibiotica of kweek nodig            |
| 2           | 11–17%                               | Antibiotica op basis van de kweek of SADT  |
| 3           | 28–35%                               | Antibiotica op basis van de kweek of SADT  |
| 4 of 5      | 52%                                  | Antibiotica zonder dat een kweek gedaan is |

Een checklist met de naam 'gemodificeerde Centor-score' helpt artsen te beslissen hoe mensen met een keelontsteking behandeld moeten worden. De Centor-score bestaat uit vijf klinische maten of waarnemingen, en laat zien hoe groot de kans is dat iemand streptokokkenfaryngitis heeft.
Elk van onderstaande criteria krijgt één punt:
- Geen hoest (dat is namelijk gebruikelijker bij virale faryngitis, niet bacterieel, dus antibiotica zouden niet helpen)
- Opgezette lymfeklieren of lymfeklieren die pijnlijk zijn als ze worden aangeraakt
- Temperatuur hoger dan 38 °C
- Pus of zwelling van de tonsillen
- Leeftijd jonger dan 15 jaar (er wordt een punt afgetrokken als de patiënt ouder dan 44 is)

### Laboratoriumonderzoek
Een keelkweek is de beste manier om erachter te komen of iemand streptokokkenfaryngitis heeft. Dit onderzoek heeft het in 90 tot 95% van de gevallen goed. Er is nog een ander onderzoek, de snelle streptest ofwel de snelle antigeendetectietest (SADT). Met deze test is de uitslag van het onderzoek sneller bekend, maar de test is slechts in 70% van de gevallen betrouwbaar. Met beide onderzoeken is goed vast te stellen of iemand streptokokkenfaryngitis heeft: de uitslag klopt dan in 98% van de gevallen.
Mensen zonder symptomen hoeven niet met een keelkweek of een snelle streptest worden onderzocht. Dat is omdat sommige mensen van zichzelf al streptokokken in hun keel hebben zonder dat ze daar ziek van zijn. Deze mensen hoeven niet te worden behandeld.

### Oorzaken van soortgelijke symptomen
Streptokokkenfaryngitis kan symptomen hebben gelijkend op andere ziekten. Daarom is het zonder keelkweek of snelle streptest lastig om te zeggen of iemand inderdaad streptokokkenfaryngitis heeft. Als iemand koorts en keelpijn heeft met hoesten, een loopneus, diarree en rode jeukende ogen, dan is de kans groot dat de keelontsteking veroorzaakt wordt door een virus. Ook klierkoorts kan gezwollen lymfeklieren in de hals, keelpijn, koorts en opgezette tonsillen veroorzaken. Of iemand deze ziekte heeft, is met bloedonderzoek vast te stellen.

## Preventie
Als iemand drie keer per jaar of vaker streptokokkenfaryngitis krijgt, kan het verwijderen van de keelamandelen een manier zijn om dit in het vervolg te voorkomen. Afwachten en zien wat er gebeurt is echter ook een goede optie.

## Behandeling
Zonder behandeling duurt streptokokkenfaryngitis meestal een paar dagen. Door behandeling met antibiotica verdwijnen de symptomen meestal 16 uur eerder dan zonder antibiotica. De belangrijkste reden om met antibiotica te behandelen is om het risico op een ernstiger ziekte te verkleinen, zoals een hartziekte als gevolg van acuut reuma of ophoping van pus in de keel (een zogenoemd retrofaryngeaal abces). Antibiotica werken goed als ze binnen 9 dagen na aanvang van de symptomen worden gegeven.

### Pijnbestrijding
Geneesmiddelen tegen pijn kunnen bij streptokokkenfaryngitis nuttig zijn. Meestal worden niet-steroïde ontstekingsremmers of paracetamol gebruikt. Steroïden kunnen ook van nut zijn, evenals lidocaïne. Aspirine kan bij volwassenen worden gebruikt. Het is geen goed idee om kinderen aspirine te geven omdat ze dan meer risico lopen op het syndroom van Reye.

### Antibiotica
In de Verenigde Staten wordt phenoxymethylpenicilline het meest gebruikt bij streptokokkenfaryngitis. Het is populair omdat het veilig is, goed werkt en niet veel geld kost. In Europa wordt meestal amoxicilline gebruikt. In India lopen de mensen meer risico op acuut reuma. Daarom bestaat de behandeling in dat land meestal uit een injectie met benzathinepenicilline.
Antibiotica verkorten de gemiddelde duur van de symptomen. De gemiddelde duur is drie tot vijf dagen. Antibiotica halen daar ongeveer een dag vanaf. Deze geneesmiddelen zorgen er ook voor dat de ziekte zich minder gemakkelijk verspreidt. De geneesmiddelen worden vooral gebruikt om zeldzame complicaties te helpen voorkomen, zoals acuut reuma, huiduitslag en infecties.
Behandeling met antibiotica is wellicht niet nodig bij volwassenen die slecht op medicatie reageren. De goede effecten van antibiotica moeten worden afgewogen tegen mogelijke bijwerkingen. Bij mensen die ernstig allergisch op penicilline reageren dient erytromycine of macroliden te worden gebruikt. Cefalosporinen kunnen worden gebruikt bij mensen met minder ernstige allergieën.
Streptokokkeninfecties kunnen zwelling van de nieren veroorzaken (acute glomerulonefritis). Antibiotica verkleinen het risico op deze aandoening niet.
Antibiotica worden vaker bij streptokokkenfaryngitis gebruikt dan men zou verwachten op grond van de ernst van de ziekte en de snelheid waarmee de ziekte zich verspreidt.

## Vooruitzichten
De symptomen van streptokokkenfaryngitis verdwijnen met of zonder behandeling meestal binnen drie tot vijf dagen. Behandeling met antibiotica verkleint het risico op ernstiger ziektes. Door zo'n behandeling verspreidt de ziekte zich ook moeilijker. Kinderen kunnen 24 uur na inname van de eerste antibiotica weer naar school.
Streptokokkenfaryngitis kan de volgende grote problemen veroorzaken:
- Acuut reuma[4] en roodvonk[20]
- Het soms dodelijke toxischeshocksyndroom[20][21]
- Glomerulonefritis[22]
- Het PANDAS-syndroom,[22] een ziekte van het afweersysteem die plotselinge en soms ernstige gedragsproblemen veroorzaakt.

## Frequentie van de ziekte
Streptokokkenfaryngitis valt onder de brede categorie keelontsteking (faryngitis). In de Verenigde Staten krijgen elk jaar ongeveer 11 miljoen mensen streptokokkenfaryngitis. De bètahemolytische groep-A-streptokokken veroorzaken 15 tot 30% van de keelontstekingen bij kinderen, en 5 tot 20% van de keelontstekingen bij volwassenen. De meeste gevallen van streptokokkenfaryngitis doen zich laat in de winter en vroeg in het voorjaar voor.

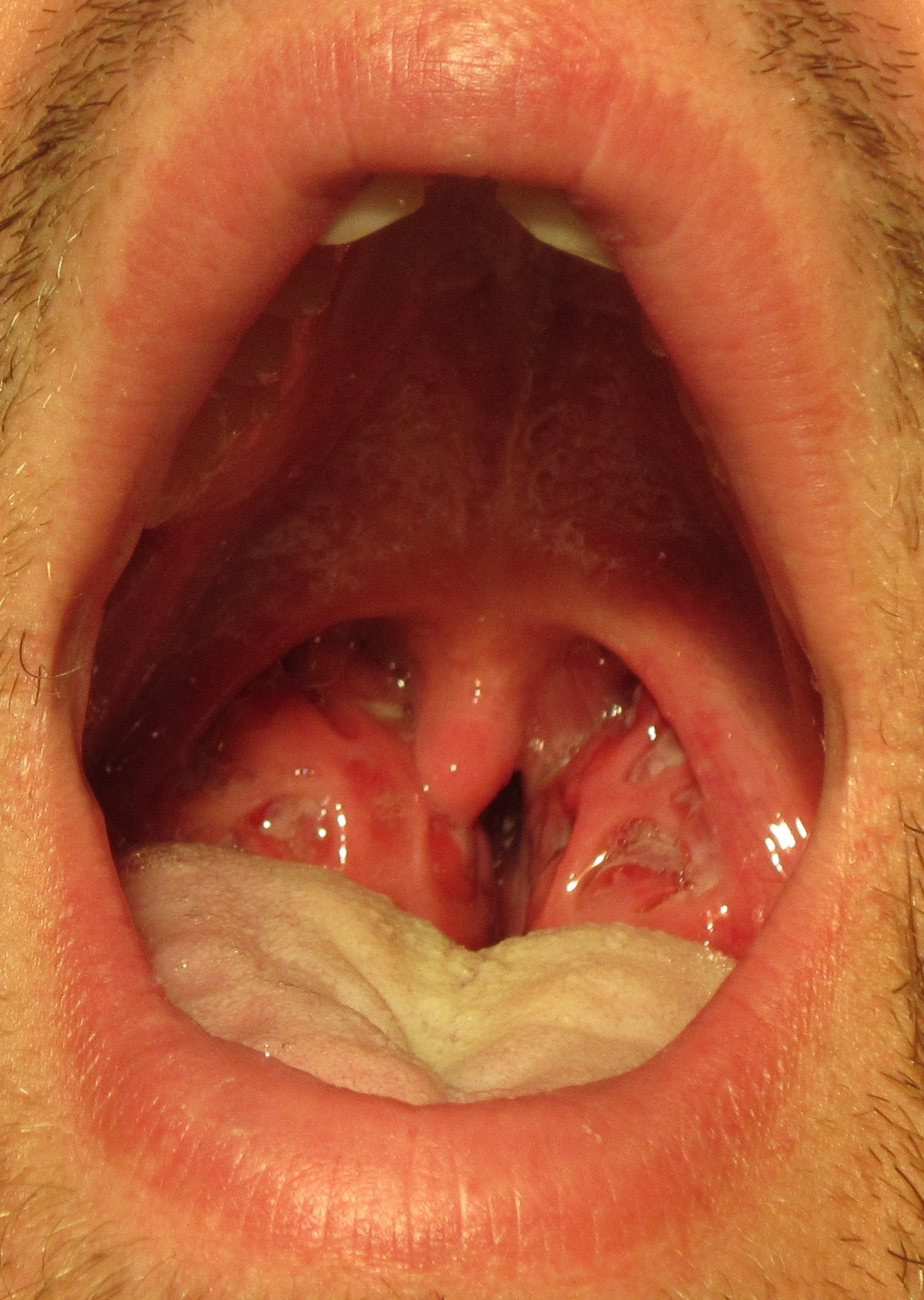
Een geval van streptokokkenfaryngitis. Let op de grote tonsillen met witte pus.
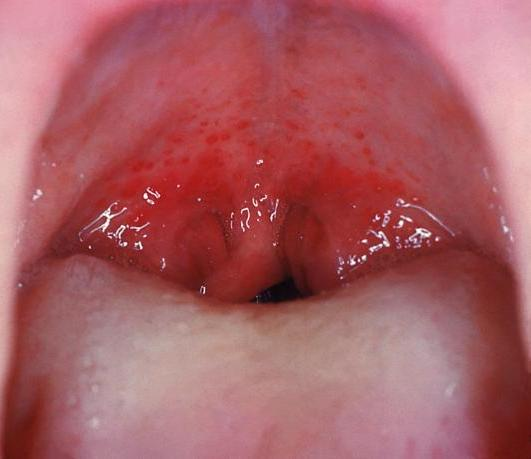
Een geval van streptokokkenfaryngitis. Let op de kleine rode vlekjes. Deze uitslag is een ongewoon maar kenmerkend verschijnsel.
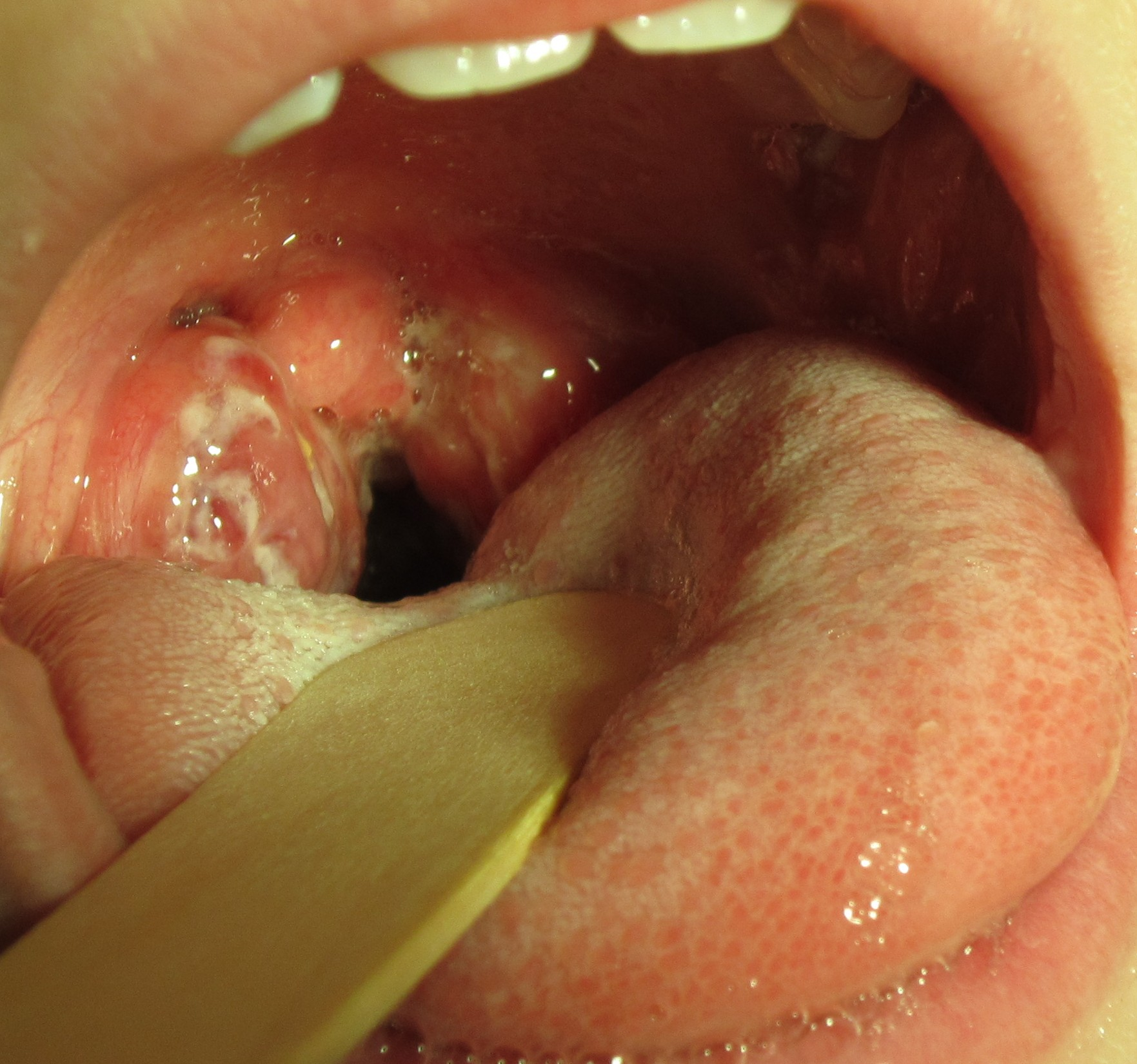
Streptokokkenfaryngitis bij een kind van 8 jaar. Let op de grote tonsillen achter in de keel, bedekt met witte pus.